# Rathaushofbrunnen

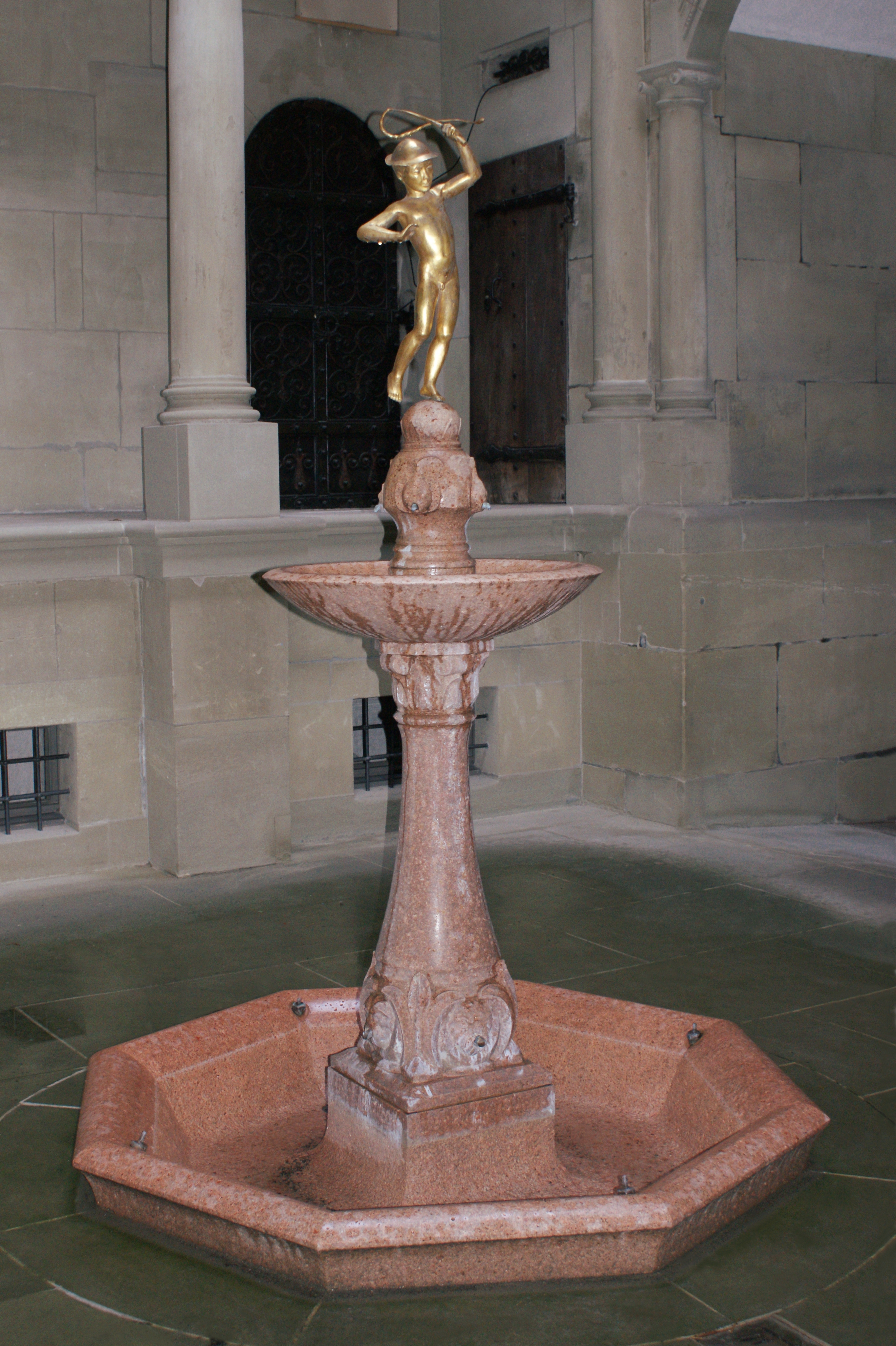
Der Rathaushofbrunnen aus rotem Porphyr im Innenhof des Rathauses in Bern

Der Rathaushofbrunnen, auch bekannt als Kanzleibrunnen oder Hermes-Brunnen, steht im Innenhof des Berner Rathauses am Rathausplatz 2 in der Altstadt der Stadt Bern.

## Geschichte
Der zierliche Brunnen im Rathaushof wurde 1942 von Max Fueter geschaffen. Der Brunnen ist aus rotem Porphyr gehauen, die Figur (ein kleiner Götterbote, Hermes) goss Karl Herzig in Ligerz, die Feuervergoldung derselbigen besorgte Fritz Beutel in Bern.